# F.A.M.E. Tour
El F.A.M.E. Tour es la tercera gira musical del cantante colombiano Maluma, la cual promociona su tercer álbum de estudio F.A.M.E.. Comenzó el 23 de marzo de 2018 en Washington D. C. y finalizó en Cartagena el 29 de diciembre del mismo año, tras recorrer América y Europa en  59 conciertos.

## Sinopsis
El espectáculo comienza con el "estreno de FAME", un video corto que canaliza Old Hollywood. El video es glamoroso, tiene una trama dramática que progresa junto con el concierto y muestra las habilidades de actuación de Maluma. Entonces "23" comienza a jugar y la multitud se vuelve loca cuando Maluma aparece en un ascensor de escenario.
Usando un esmoquin de túnica roja de Hugh Hefner, hace dos cambios más en el vestuario antes del final de la noche. Como se anticipó, Maluma realiza una mezcla de sus propios éxitos junto con características y remixes, con "El préstamo", "Corazón", "Vitamina", "Chantaje", "Party Animal", "Vente pa'ca", "Sin Contrato", "Borró cassette", "Carnaval" y "Me Llamas", todos haciendo el corte. Pero Maluma ofrece nuevas versiones de éxitos conocidos, ralentizándolos o cambiando el ritmo inesperadamente, como lo hace con "Felices los 4".
Luego, el cantante se asegura de hacer que los fanáticos se sientan como una parte importante del espectáculo pidiéndoles que canten la letra antes de grabarla, tenerla reproducir en video e incluso serenata a un fan en el escenario. Maluma luego se sube a un escenario que se cierne sobre la multitud y realiza lentas interpretaciones de "Pretextos" y "Vuelo Hacia el Olvido". Para concluir la noche después de casi dos horas seguidas de actuación, Maluma toca sus últimos éxitos de reguetón y trap, cambiando el ambiente nuevamente, y concluyó con una interpretación larga y ruidosa de "Cuatro Babys" antes de salir del escenario una última vez.

## Actos de apertura
- Manuel Turizo (Lima ― 2 de agosto de 2018)[1]
- Natti Natasha (Ciudad de Panamá ― 31 de octubre de 2018)[2]

## Repertorio
El siguiente listado de canciones fue presentado en Los Ángeles el 7 de marzo de 2018, no representa la totalidad de la gira.
| 1. «23» 2. «Corazón» 3. «Sin contrato» 4. «Desde esa noche» 5. «Vente pa'ca» 6. «Me llamas» 7. «El perdedor» 8. «Vuelo hacia el olvido» 9. «Tengo un amor» | 1. «El préstamo» 2. «Borró cassette» 3. «Chantaje» 4. «La bicicleta» 5. «Party Animal» 6. «Carnaval» 7. «Felices los 4» 8. «GPS» / «Vitamina» / «Trap» 9. «Cuatro babys» |

## Fechas
| Fecha (2018)     | Ciudad              | País                 | Recinto                       | Asistencia                | Recaudación |
| América          | América             | América              | América                       | América                   | América     |
| ---------------- | ------------------- | -------------------- | ----------------------------- | ------------------------- | ----------- |
| 23 de marzo      | Washington D. C.    | Estados Unidos       | EagleBank Arena               | 4,995 / 4,995             | $477,379    |
| 24 de marzo      | Boston              | Estados Unidos       | Agganis Arena                 | 5,093 / 5,093             | $434,436    |
| 25 de marzo      | Nueva York          | Estados Unidos       | Madison Square Garden         | 12,656 / 12,656           | $1,243,577  |
| 6 de abril       | San José            | Estados Unidos       | SAP Center                    | 12,156 / 12,156           | $1,192,923  |
| 7 de abril       | Los Ángeles         | Estados Unidos       | The Forum                     | 25,079 / 25,079           | $2,309,254  |
| 8 de abril       | San Diego           | Estados Unidos       | Valley View Casino Center     | 8,941 / 8,941             | $688,884    |
| 11 de abril      | Los Ángeles         | Estados Unidos       | The Forum                     |                           |             |
| 13 de abril      | Ciudad de Guatemala | Guatemala            | Explanada Cardales de Cayala  | ―                         | ―           |
| 19 de abril      | Houston             | Estados Unidos       | Smart Financial Centre        | 6,062 / 6,062             | $597,022    |
| 20 de abril      | El Paso             | Estados Unidos       | El Paso County Coliseum       | 5,943 / 5,943             | $615,525    |
| 21 de abril      | Laredo              | Estados Unidos       | Laredo Energy Arena           | 8,567 / 8,567             | $801,625    |
| 22 de abril      | San Antonio         | Estados Unidos       | Freeman Coliseum              | 6,895 / 6,895             | $749,083    |
| 27 de abril      | Odessa              | Estados Unidos       | La Hacienda Event Center      | ―                         | ―           |
| 28 de abril      | McAllen             | Estados Unidos       | State Farm Arena              | 5,352 / 5,352             | $695,207    |
| 29 de abril      | Dallas              | Estados Unidos       | Verizon Theatre               | 5,505 / 5,505             | $574,477    |
| 1 de mayo        | Morelia             | México               | Teatro del Pueblo             | Festival                  | Festival    |
| 4 de mayo        | Denver              | Estados Unidos       | Bellco Theatre                | 4,697 / 4,697             | $424,272    |
| 5 de mayo        | Las Vegas           | Estados Unidos       | Mandalay Bay Events Center    | 8,035 / 8,035             | $769,858    |
| 6 de mayo        | Phoenix             | Estados Unidos       | Comerica Theatre              | 4,782 / 4,782             | $490,478    |
| 10 de mayo       | Charlotte           | Estados Unidos       | Bojangles' Coliseum           | 4,486 / 6,706             | $361,497    |
| 11 de mayo       | Uncasville          | Estados Unidos       | Mohegan Sun Arena             | 4,700 / 6,771             | $267,779    |
| 12 de mayo       | Chicago             | Estados Unidos       | Allstate Arena                | 12,196 / 12,196           | $1,095,394  |
| 19 de mayo       | Miami               | Estados Unidos       | American Airlines Arena       | 13,692 / 13,692           | $1,060,002  |
| 20 de mayo       | Orlando             | Estados Unidos       | Amway Center                  | 5,372 / 5,372             | $523,908    |
| 26 de mayo       | Veracruz            | México               | Estadio Pirata Fuente         | ―                         | ―           |
| Europa           |                     |                      |                               |                           |             |
| 28 de junio      | Tel Aviv            | Israel               | Parque Yarkon                 | ―                         | ―           |
| 30 de junio      | Bucarest            | Rumania              | Romexpo                       | ―                         | ―           |
| América Latina   |                     |                      |                               |                           |             |
| 2 de agosto      | Lima                | Perú                 | Estadio Monumental            | ―                         | ―           |
| 5 de agosto      | Santa Cruz          | Bolivia              | Estadio Real Santa Cruz       | Festival                  | Festival    |
| 15 de agosto     | Santo Domingo       | República Dominicana | Palacio de los Deportes       | ―                         | ―           |
| Europa           |                     |                      |                               |                           |             |
| 4 de septiembre  | Palencia            | España               | Plaza de toros de Palencia    | Festival                  | Festival    |
| 6 de septiembre  | Madrid              | España               | WiZink Center                 | ―                         | ―           |
| 7 de septiembre  | Málaga              | España               | Auditorio municipal de Málaga | ―                         | ―           |
| 8 de septiembre  | Sevilla             | España               | Auditorio Rocío Jurado        | ―                         | ―           |
| 11 de septiembre | Acireale            | Italia               | Pal'Art Hotel                 | ―                         | ―           |
| 14 de septiembre | Valencia            | España               | Centro Hípico                 | ―                         | ―           |
| 15 de septiembre | Barcelona           | España               | Palau Sant Jordi              | ―                         | ―           |
| 20 de septiembre | Toulouse            | Francia              | Le Zénith                     | ―                         | ―           |
| 22 de septiembre | Ámsterdam           | Países Bajos         | Ziggo Dome                    | ―                         | ―           |
| 25 de septiembre | París               | Francia              | AccorHotels Arena             | ―                         | ―           |
| 27 de septiembre | Londres             | Reino Unido          | SSE Arena Wembley             | ―                         | ―           |
| 29 de septiembre | Bruselas            | Bélgica              | Palais 12                     | ―                         | ―           |
| 2 de octubre     | Hamburgo            | Alemania             | Alsterdorfer Sporthalle       | ―                         | ―           |
| 3 de octubre     | Berlín              | Alemania             | Mercedes-Benz Arena           | ―                         | ―           |
| 5 de octubre     | Zúrich              | Suiza                | Hallenstadion                 | 13,524 / 13,524           | $1,369,350  |
| 6 de octubre     | Múnich              | Alemania             | Olympiahalle                  | ―                         | ―           |
| 7 de octubre     | Oberhausen          | Alemania             | König-Pilsener-Arena          | ―                         | ―           |
| 9 de octubre     | Fráncfort           | Alemania             | Festhalle                     | ―                         | ―           |
| 11 de octubre    | Nápoles             | Italia               | Palapartenope                 | ―                         | ―           |
| 12 de octubre    | Roma                | Italia               | Ex Fiera di Roma              | ―                         | ―           |
| 13 de octubre    | Milán               | Italia               | PalaYamamay                   | ―                         | ―           |
| América Latina   |                     |                      |                               |                           |             |
| 31 de octubre    | Ciudad de Panamá    | Panamá               | Arena Roberto Durán           | ―                         | ―           |
| 3 de noviembre   | Medellín            | Colombia             | Plaza de Toros La Macarena    | ―                         | ―           |
| 10 de noviembre  | Bogotá              | Colombia             | Movistar Arena                | ―                         | ―           |
| 17 de noviembre  | Buenos Aires        | Argentina            | Hipódromo de Palermo          | ―                         | ―           |
| 19 de noviembre  | Montevideo          | Uruguay              | Antel Arena                   | ―                         | ―           |
| 8 de diciembre   | Ciudad de Guatemala | Guatemala            | Estadio del Ejército          | ―                         | ―           |
| 9 de diciembre   | Jojutla             | México               | Jardines de México            | ―                         | ―           |
| 29 de diciembre  | Cartagena           | Colombia             | Estadio Jaime Morón           | ―                         | ―           |
| Total            | Total               | Total                | Total                         | 178,728 / 183,019 (97,6%) | $16,741,930 |

## Fechas canceladas
| Fecha               | Ciudad      | País  | Recinto                  | Motivo                                                             |
| ------------------- | ----------- | ----- | ------------------------ | ------------------------------------------------------------------ |
| 3 de agosto de 2018 | Arequipa    | Perú  | Jardines de la Cerveza   | Problemas logísticos.                                              |
| 22 de noviembre     | Antofagasta | Chile | Estadio Calvo y Bascuñán | Problemas logísticos relacionados con la carga de infraestructura. |
| 24 de noviembre     | Santiago    | Chile | Pista Atlética           | Problemas logísticos relacionados con la carga de infraestructura. |
| 25 de noviembre     | Concepción  | Chile | Estadio Ester Roa        | Problemas logísticos relacionados con la carga de infraestructura. |